# 金唱片
金唱片或金唱片獎項是根據一張唱片（音樂專輯或單曲等）的銷量而頒授的一個獎項。在世界各地也有頒授金唱片，不過獲獎所需的銷量要求各有不同，獎項通常會分為銀唱片、金唱片、白金唱片（白金唱片的兩倍為雙白金唱片，三倍為三白金唱片，如此類推）和鑽石唱片。

## 香港的金唱片／白金唱片
在香港，金唱片獎項是由國際唱片業協會（香港會）頒授，當中包括金唱片、白金唱片及多白金唱片。國際唱片業協會（香港會）於1977年起開始頒發獎項，不過隨著時代轉變，聽眾收聽歌曲的習慣陸續轉至網上串流平台，流行唱片銷量每況愈下的關係，於2006年及2008年兩度降低銷量要求。
香港金唱片獎項的銷量要求如下：
|                        |                          | 金唱片   | 白金唱片 | 多白金唱片         |
| ---------------------- | ------------------------ | -------- | -------- | ------------------ |
| 流行音樂專輯、EP或單曲 | 本地（2006年1月1日之前） | 25,000張 | 50,000張 | 白金唱片銷量的倍數 |
| 流行音樂專輯、EP或單曲 | 本地（2006年1月1日起）   | 20,000張 | 40,000張 | 同上               |
| 流行音樂專輯、EP或單曲 | 本地（2008年1月1日起）   | 15,000張 | 30,000張 | 同上               |
| 流行音樂專輯、EP或單曲 | 國際                     | 7,500張  | 15,000張 | 同上               |
| 古典音樂專輯、EP或SP   | 本地                     | 7,500張  | 15,000張 | 同上               |
| 古典音樂專輯、EP或SP   | 國際                     | 7,500張  | 15,000張 | 同上               |

## 台灣的金唱片／白金唱片
台灣的金唱片獎項是由《時報周刊》主辦，中國電視公司（中視）協辦並製播吳芳製作、包國良主持的綜藝節目《金唱片》，由全台灣觀眾票選最喜歡的唱片，以電腦分四區（東區、中區、南區、北區）統計「全國唱片排行榜」，並有新星新歌新曲選票分析與介紹。 白金唱片則代表50000張專輯銷售量，如此類推。

## 日本的金唱片／白金唱片
日本的唱片認證由日本唱片協會頒發，自2003年7月開始所有唱片不分種類一律定為金唱片100,000張、白金唱片250,000張、百萬唱片1,000,000張。
2003年6月以前按照以下基準分級：
| 類型         | 金唱片 | 白金唱片 | 百萬唱片 |
| ------------ | ------ | -------- | -------- |
| 日本邦樂     | 20万張 | 40万張   | 100万張  |
| 洋樂（專輯） | 10万張 | 20万張   | 100万張  |
| 洋樂（單曲） | 5万張  | 10万張   | 100万張  |

2003年6月實行的現有基準不分邦樂洋樂、單曲專輯，全部以統一標準計算：
| 銷量      | 認證       | 略稱 |
| --------- | ---------- | ---- |
| 100,000   | 金唱片     | G    |
| 250,000   | 白金唱片   | P    |
| 500,000   | 雙白金唱片 | 2P   |
| 750,000   | 三白金唱片 | 3P   |
| 1,000,000 | 百萬唱片   | M    |
| 2,000,000 | 二百萬唱片 | 2M   |
| 3,000,000 | 三百萬唱片 | 3M   |
| 4,000,000 | 四百萬唱片 | 4M   |
| 5,000,000 | 五百萬唱片 | 5M   |

## 參看
- 音乐唱片销售认证
- 鑽石唱片
- 唱片銷量

## 外部連結
- 國際唱片業協會（香港會） 金唱片獎項